# LeRoy Manufacturing
LeRoy Manufacturing Co. war ein kanadischer Hersteller von Automobilen.

## Unternehmensgeschichte
Die Brüder Milton (geboren am 26. Januar 1870, gestorben 1955) und Nelson Good (geboren am 20. Januar 1865, gestorben 1914) gründeten 1899 das Unternehmen. Sitz war im damaligen Berlin, später umbenannt in Kitchener. Sie begannen mit der Produktion von Automobilen. Der Markenname lautete LeRoy. 1904 endete die Produktion. Bis dahin entstanden etwa 30 Fahrzeuge, die aber nicht alle vervollständigt wurden. Danach verkauften sie noch Stationärmotoren.

## Fahrzeuge
Das erste Fahrzeug hatte einen Einzylindermotor eigener Bauart. Er wurde in das Heck einer Kutsche von Jacob Kaufman installiert.
1901 wurde ein Dampfwagen von der Mobile Company of America zu einem Benzinauto umgerüstet.
1902 begann die Serienproduktion. Er basierte auf dem Oldsmobile Curved Dash, hatte aber eine andere Frontgestaltung. Ein Einzylindermotor trieb die Fahrzeuge an. Die offene Karosserie bot Platz für zwei Personen. Die Bremse wirkte nicht auf die Räder, sondern auf das Getriebe.
Das Waterloo Region Museum in Kitchener sowie das Museum of Science and Technology in Ottawa besitzen erhalten gebliebene Fahrzeuge.